# Джефферсон (Орегон)
Джефферсон (англ. Jefferson) — місто (англ. city) в США, в окрузі Меріон штату Орегон. Статус міста присвоєно в 1870 році. Населення — 3327 осіб (2020).
Тут щорічно проводиться фестивалі "Mint Capital of the World" і "Frog Jumping Capital of Oregon".

## Географія
Джефферсон розташований за координатами 44°42′58″ пн. ш. 123°0′24″ зх. д. / 44.71611° пн. ш. 123.00667° зх. д. (44.716188, -123.006721).  За даними Бюро перепису населення США в 2010 році місто мало площу 1,98 км², з яких 1,96 км² — суходіл та 0,02 км² — водойми. В 2017 році площа становила 2,24 км², з яких 2,16 км² — суходіл та 0,08 км² — водойми.

## Демографія
Згідно з переписом 2010 року, у місті мешкало 3098 осіб у 1057 домогосподарствах у складі 820 родин. Густота населення становила 1562 особи/км².  Було 1119 помешкань (564/км²).
Расовий склад населення:
| - 83,8 % — білих - 1,7 % — корінних американців - 0,5 % — азіатів - 0,3 % — вихідців з тихоокеанських островів - 0,2 % — чорних або афроамериканців - 9,6 % — осіб інших рас |

До двох чи більше рас належало 3,9 %. Частка іспаномовних становила 19,2 % від усіх жителів.
За віковим діапазоном населення розподілялося таким чином: 30,5 % — особи молодші 18 років, 60,1 % — особи у віці 18—64 років, 9,4 % — особи у віці 65 років та старші. Медіана віку мешканця становила 32,0 року. На 100 осіб жіночої статі у місті припадало 94,8 чоловіків;  на 100 жінок у віці від 18 років та старших — 95,0 чоловіків також старших 18 років.
Середній дохід на одне домашнє господарство  становив 57 235 доларів США (медіана — 47 849), а середній дохід на одну сім'ю — 61 154 долари (медіана — 48 043). Медіана доходів становила 43 696 доларів для чоловіків та 31 250 доларів для жінок. За межею бідності перебувало 24,5 % осіб, у тому числі 35,6 % дітей у віці до 18 років та 11,9 % осіб у віці 65 років та старших.
Цивільне працевлаштоване населення становило 1303 особи. Основні галузі зайнятості: освіта, охорона здоров'я та соціальна допомога — 17,6 %, роздрібна торгівля — 16,2 %, виробництво — 10,9 %, будівництво — 7,8 %.